# Nokia 5530 XpressMusic
El Nokia 5530 XpressMusic es un teléfono móvil touchscreen comercializado y lanzado al mercado por la marca mundial de celulares Nokia. Está dentro de la serie musical XpressMusic. Fue anunciado a mediado-finales del año 2009
Siendo anunciado como el 3.er. modelo de Nokia con pantalla táctil, este teléfono está equipado con el sistema operativo Symbian OS S60 5.ª Edición, la última versión de este software, con herramientas especiales convirtiéndolo en un teléfono inteligente sencillo, con la moderna tecnología touchscreen, la posibilidad para checar cuentas de correo, visualización de documentos office, internet, etc.

## Serie XpressMusic-Touchscreen
Tiene la tecnología Xpress Music (especial en reproducción de música), pero esta tecnología se hace más interesante teniendo la tecnología touchscreen, juntas, hacen una excelente experiencia al momento de escuchar música y reproducir videos. Posee un chip especializado en la reproducción de música, esto hace que se obtenga una mejor calidad de audio, logrando un perfecto sonido musical: claro y potente. La autonomía es media-alta: 27 horas en reproducción musical.

## Descripción
Este modelo es muchas veces comparado con el Nokia 5800, debido a las características tanto internas como externas que comparten estos 2 celulares. Sin embargo, se le debe considerar como el hermano menor del 5800, debido a algunas características que lo hacen más económico del mismo y funciones que posee el 5800 que el 5530 no.
Por ejemplo, este dispositivo fue creado para los jóvenes y para países con desarrollo medio que no necesitan las tecnologías 3G (internet de banda ancha, móvil, videollamada y que en países con desarrollo medio y bajo son muy caros) y GPS solamente por bluetooth con un GPS compatible(se tiene que comprar el GPS aparte), ya que no cuenta con estos servicios que los jóvenes no lo usan mucho. También este equipo a diferencia de su hermano mayor el 5800 posee una pántalla táctil más pequeña, menos accesorios en la caja entre otras cosas, lo cual lo hace inferior a su hermano mayor.
Sin embargo, cuenta con tecnologías que lo colocan como un excelente teléfono móvil, pues cuenta con acceso a internet por medio de la tecnología Wi-Fi, Correo Electrónico, Visor de Documentos Office, Cámara de fotos y video, Reproductor de música, etc. Aparte de ser muy atractivo a la vista, ya que es más delgado y estructurado que su hermano mayor.

## Especificaciones técnicas
- Sistema Operativo: Symbian OS v9.4 S60 5th edition OS con capacidades táctiles.
- Procesador ARM 11 a 434 MHz
- Pantalla: LED resistiva 640 x 360 píxeles de resolución, interfaz totalmente táctil, hasta 16.7 millones de colores.
- Tamaño: 2.9"pulgadas
- Resolución: 640 x 360 píxeles
- Multitarea.
- Modos de ingreso:

Teclado QWERTY en pantalla completa (modo horizontal).
Teclado Alfanumérico en pantalla completa (similar al de un teléfono monobloque).
Manuscrito (usando el stylus como un lápiz)
- Sensor de proximidad
- Sensor de rotación (que permite reconocer la inclinación en que se encuentra el teléfono, gracias a esto se puede usar en modo vertical y horizontal y también es utilizado para algunos videojuegos y aplicaciones).
- Memoria: Ranura para tarjeta de memoria microSD con hot swap, expandible hasta 16 GB (tarjeta de memoria de 4 GB incluida), 80.1 MB de memoria interna para el usuario (memoria compartida, es decir es usada para mensajes, historiales de llamadas, correos electrónicos, galería, juegos etc.)10 MB para archivos del OS de la misma.
- Bluetooth versión 2.0 (A2DP & AVRCP).
- Conectividad: Tecnología Wi-Fi (WLAN; IEEE 802.11 b/g)
- Frecuencia Operativa: Quad-band GSM 850/900/1800/1900
- Conectores: conector Micro-USB, entrada jack 3.5 mm para auriculares estéreo.

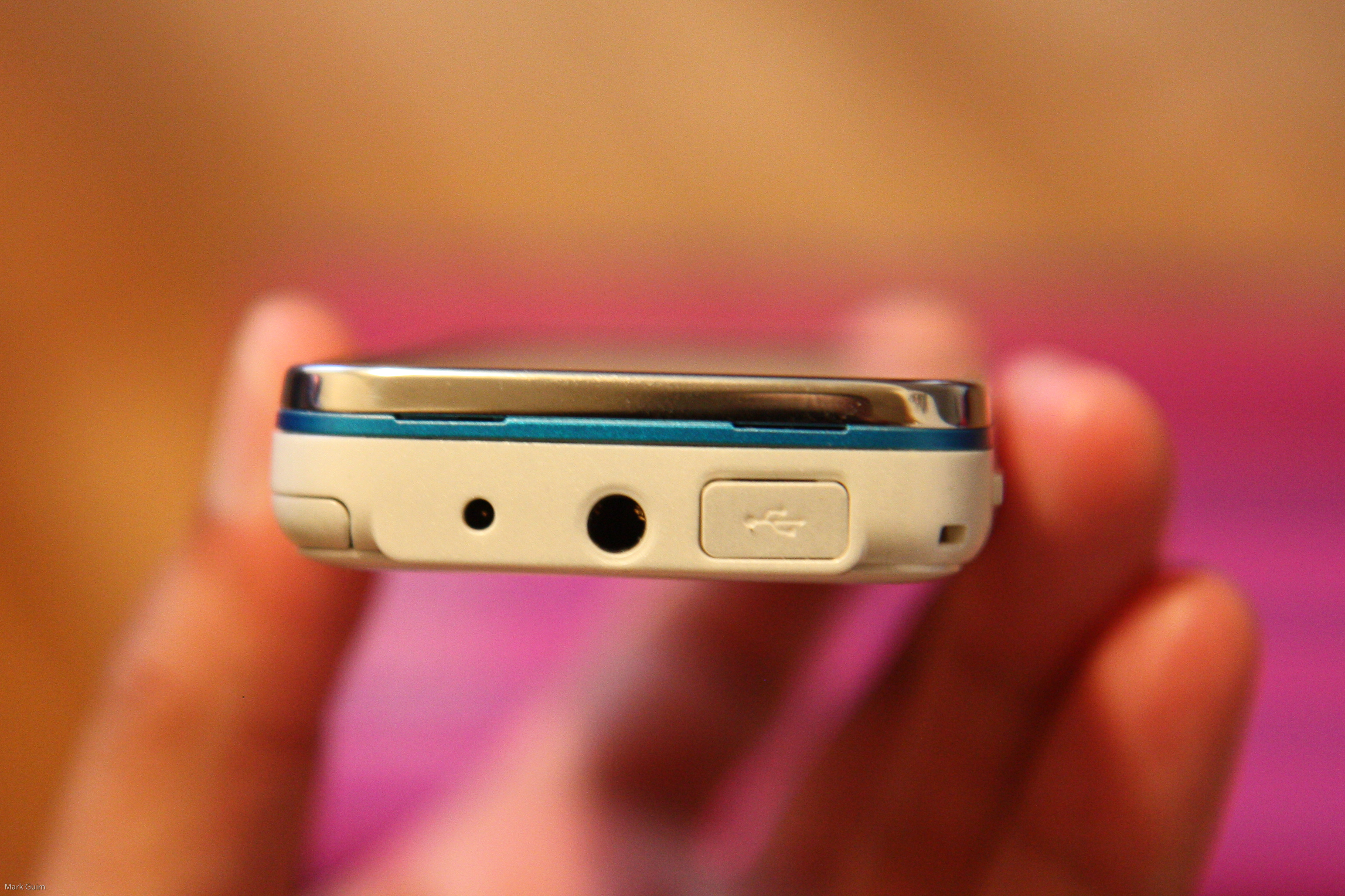
Con conector de 3.5 mm

- Cámara de Fotos de 3.2 Megapíxeles con Flash LED.
- Cámara de Video de 640 x 360, 320 x 240, píxeles con Flash LED. (30 fps.)
- Reconocimiento de voz(permite abrir aplicaciones, llamar a contactos o hacer búsquedas hablando)
- Grabadora de voz.
- Reproductor de música.
- Sonido estero con doble altavoz
- Radio FM estéreo.
- Duración de Batería: Tiempo de conversación: hasta 4 h 54 min (GSM).

Tiempo de espera: hasta 351 h duración verdadera 72 h (GSM)
Tiempo de reproducción de video: hasta 3 h 45 min (QCIF, 15 fps)
Tiempo de reproducción de música: hasta 27 h
- Correo electrónico: Soporte para archivos adjuntos de correo electrónico, soporte para correo electrónico con filtro.
- Editor de imágenes y video
- Botón Multimedia